# Terror Trail (film 1946)
Terror Trail è un film del 1946 diretto da Ray Nazarro.
È un western statunitense con Charles Starrett, Barbara Pepper, Ozie Waters e Smiley Burnette. Fa parte della serie di film western della Columbia incentrati sul personaggio di Durango Kid.

## Produzione
Il film, diretto da Ray Nazarro su una sceneggiatura e un soggetto di Ed Earl Repp, fu prodotto da Colbert Clark per la Columbia Pictures e girato nell'Iverson Ranch a Chatsworth, Los Angeles, California, dal 17 al 25 ottobre 1945. Il titolo di lavorazione fu Renegade Range.

## Distribuzione
Il film fu distribuito negli Stati Uniti dal 21 novembre 1946 al cinema dalla Columbia Pictures.
Altre distribuzioni:
- in Danimarca l'11 febbraio 1952 (Durango Kid - præriens helt)
- in Brasile (O Terror da Serra)

## Promozione
La tagline è: Blazing Six-Guns Blasting Bandits!.